# Mitromorpha olivoidea
Mitromorpha olivoidea é uma espécie de gastrópode do gênero Mitromorpha, pertencente a família Mitromorphidae.